# Nicholas Rowe

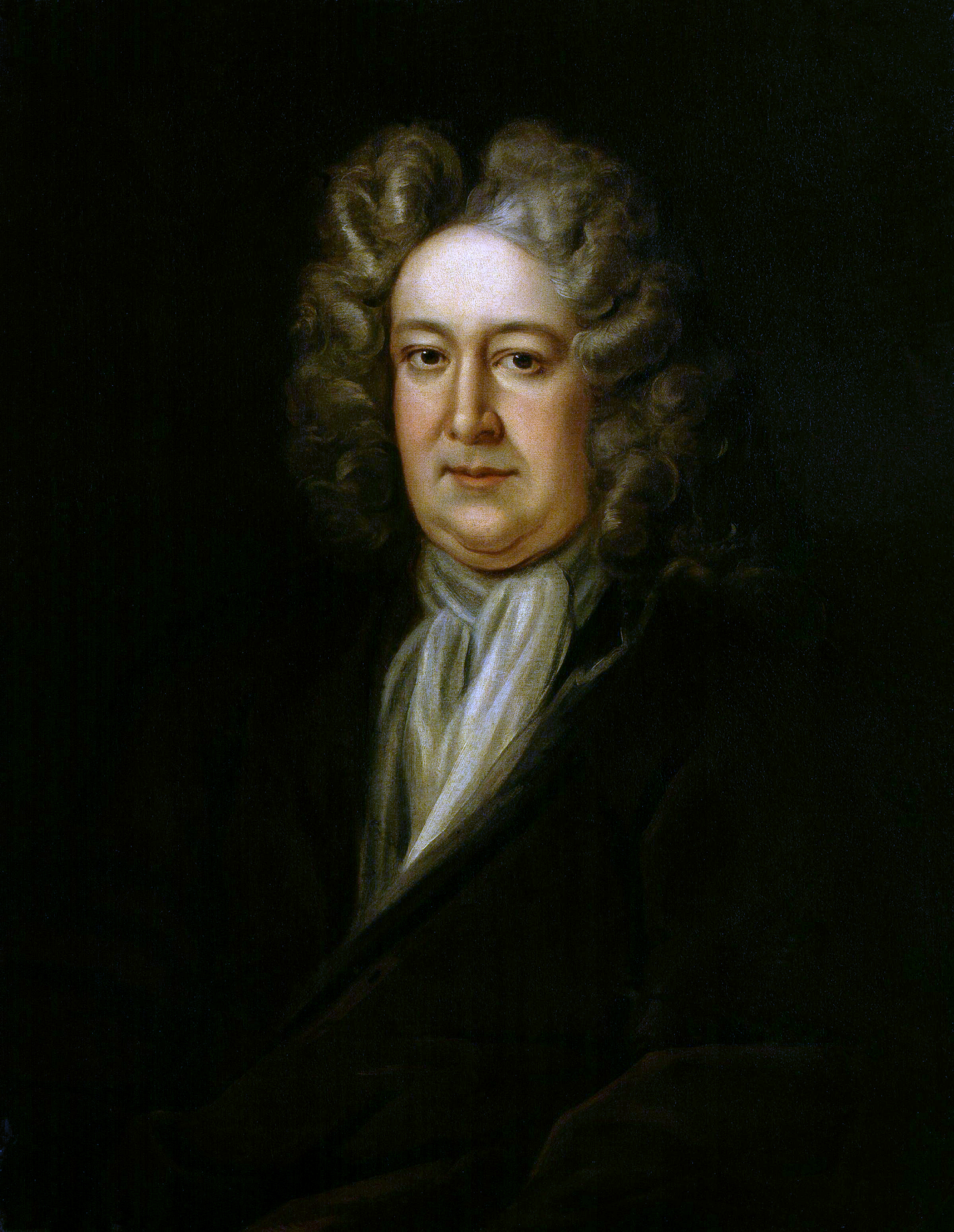
Nicholas Rowe

Nicholas Rowe (Little Barford, 20 giugno 1674 – Parigi, 6 dicembre 1718) è stato un poeta e drammaturgo inglese.

## Biografia
Ha ottenuto il titolo di Poeta Laureato nel 1715. 
Il suo primo lavoro è stato l'Ambiziosa matrigna, rappresentata la prima volta nel 1700 e prodotta da Thomas Betterton.

## Opere

### Poemi
- A Poem upon the Late Glorious Successes of Her Majesty's Arms (1707)
- Poems on Several Occasions (1714)
- Maecenas. Verses occasion'd by the honours conferr'd on the Right Honourable Earl of Halifax (1714)
- Ode for the New Year MDCCXVI (1716)

### Opere teatrali
- The Ambitious Stepmother (1700)
- Tamerlane (1702)
- The Fair Penitent (1703)
- The Biter (1705)
- Ulysses (1705)
- The Royal Convert (1707)
- The Tragedy of Jane Shore (1714)
- Lady Jane Grey (1715)